# Хурезань – Бухарест
Хурезань – Бухарест – газотранспортний коридор, який сполучив родовища Олтенії з румунською столицею.
Традиційно головні запаси природного газу Румунії зосереджені в центральній частині країни, у Трансильванії, від якої у 1950 – 1960-х роках проклали трубопроводи на захід, північ, схід та південь країни. Втім, доволі значні ресурси були також виявлені в Олтенії, звідки у 1960-х роках спорудили трубопровід до Бухаресту. Він починався від Циклень та мав довжину 235 км при діаметрі труб 500 мм.
У підсумку на цьому напрямку сформувався газотранспортний коридор, який має два основні відтинки:
- від Хурезань (за два десятки на схід від Циклень) до Корбу, в якому прокладено три нитки діаметром по 500 мм. Одна з них має довжину 117 км, тоді як інші становлять собою низку лупінгів та мають довжину 81 км та 83 км;
- від Корбу до Подішора на західній колиці Бухареста, де наявні дві нитки довжиною по 81 км та діаметром по 500 мм (передачу ресурсу від Подішора до внутрішньої газорозподільної мережі Бухареста забезпечують дві лінії довжиною 31 км та 28 км з все таким же діаметром по 500 мм).
У Корбу від траси коридора в південному напрямку відходить значне відгалуження із двох ниток діаметром по 500 мм, які завершуються у придунайському місті Турну-Мегуреле, де наявний великий споживач природного газу – завод азотної хімії. Водночас, в тому ж Корбу до траси Хурезань – Бухарест примикає перемичка від Палтіну на трасі коридору Трансильванія – Бухарест, по якій можлива передача ресурсу з центральної Румунії.
По всій протяжності коридора Хурезань – Бухарест можливий бідирекціональний рух ресурсу. При цьому в Подішорі починається відгалуження діаметром 500 мм до іншого придунайського міста Джурджу, яке з середини 2010-х обслуговує інтерконектор із Болгарією (Джурджу – Русе). В той же час, з Хурезань виходить газопровід до Хацег, який забезпечує сполучення із коридором Трансильванія – Арад, а через нього з угорською газотранспортною мережею. Втім, незважаючи на наявність зазначених зв’язків, у 2010-х почали роботи за проектом BRUA (Болгарія – Румунія – Угорщина – Австрія), частина траси якого пройде від Подішору на захід у все тому ж коридорі на Хурезань.
Також можливо відзначити, що в районі Хурезань існує бідирекціональне сполучення з газопроводом Турбуря – Крайова – Калафат.